# Pedilophorus nodipennis
Pedilophorus nodipennis là một loài bọ cánh cứng trong họ Byrrhidae. Loài này được Lea miêu tả khoa học năm 1920.